# Bernard Knowles
Bernard Knowles (Manchester, 20 de fevereiro de 1900 — Buckinghamshire, 12 de fevereiro de 1975) foi um cineasta, diretor de fotografia, roteirista e produtor cinematográfico inglês.